# Anthene goberus
Anthene goberus är en fjärilsart som beskrevs av Hans Fruhstorfer 1916. Anthene goberus ingår i släktet Anthene och familjen juvelvingar. Inga underarter finns listade i Catalogue of Life.